# Drudge Report
Drudge Report ist eine konservative US-amerikanische Nachrichten- und Kommentarseite.
Die Seite besteht im Wesentlichen aus Links zu anderen konservativen Medien zu Themen wie Politik, Unterhaltung und aktuellen Ereignissen. Die Seite wurde 1995 von Matt Drudge gegründet. Alexa Internet listete die Seite im Januar 2019 auf Platz 148 der meistbesuchten Seiten in den USA, sowie auf Platz 626 weltweit. Demgegenüber listet SimilarWeb die Seite auf Position 41 (Stand 1. Dezember 2018) der am häufigsten besuchten US-amerikanischen Internetseiten.
Im ersten Halbjahr 2018 stand der Drudge Report an Position 6 auf der Liste der am häufigsten besuchten US-amerikanischen Medien-Internetseiten.
Matt Drudge schrieb zunächst wöchentliche Rundmails und etablierte mit diesen Inhalten später die Seite. Heute wird er von Charles Hurt unterstützt. Matt Drudge erlangte internationale Bekanntheit, als er die Lewinsky-Affäre von Präsident Bill Clinton öffentlich machte.